# Broad River (Congaree River)
Der Broad River ist einer der Quellflüsse des Congaree River. Er ist etwa 240 Kilometer lang und fließt im Westen North Carolina und im Norden des Nachbarstaates South Carolina im Südosten der Vereinigten Staaten von Amerika. Durch die Einmündung in den Congaree wird der Broad River Teil des Einzugsgebietes des Santee River, der in den Atlantik fließt.

## Verlauf
Der Broad River entspringt in den Blue Ridge Mountains im Osten des Buncombe County in North Carolina und fließt in südsüdöstlicher Richtung durch und entlang der Grenzen der Countys Rutherford, Polk, Cleveland und Cherokee in North Carolina; in South Carolina fließt er durch oder entlang der Countys York, Union, Chester, Fairfield, Newberry und Richland. In North Carolina wird der Fluss zum Lake Lure aufgestaut; in South Carolina passiert er den Sumter National Forest und die Gemeinden Cherokee Falls und Lockhart, bevor er durch den Zusammenfluss mit dem Saluda River in Columbia den Congaree River bildet.
Wichtige Zuflüsse des Broad River sind unter anderen der Green, Second Broad und First Broad River in North Carolina, sowie der Bowens, Pacolet, Sandy, Tyger, Enoree und Little River in South Carolina.

## Alternative Bezeichnungen
Laut dem Geographic Names Information System wurde der Broad River auch mit anderen Namen bezeichnet:
- Eswa Huppeday
- Eswaspuddenah
- Line River
- Main Broad River
- Eswan Happedaw

Während der Kolonialzeit wurde der Fluss auch als English Broad River bezeichnet, um ihn vom French Broad River unterscheiden zu können, der ebenfalls im Westen North Carolinas entspringt, aber nach Nordwesten auf das damalige Territorium Neufrankreichs fließt.